# Жоселін Робішо
Жоселін Робішо (англ. Jocelyn Robichaud; нар. 8 квітня 1978) — колишній канадський тенісист.
Найвищу одиночну позицію світового рейтингу — 384 місце досяг 27 жовтня 1997, парну — 119 місце — 1 травня 2010 року.
Здобув 3 парні титули туру ITF WTA ATP.

## Юніорські фінали турнірів Великого шолома

### Парний розряд: 4 (3–1)
| Результат | Рік  | Турнір                                 | Покриття | Партнер          | Суперники                    | Рахунок       |
| --------- | ---- | -------------------------------------- | -------- | ---------------- | ---------------------------- | ------------- |
| Перемога  | 1995 | Відкритий чемпіонат США з тенісу       | Тверде   | Лі Чон Мін       | Рамон Слюйтер Петер Весселс  | 7–6, 6–2      |
| Перемога  | 1996 | Відкритий чемпіонат Австралії з тенісу | Тверде   | Даніеле Браччалі | Мартін Лі Джеймс Тротмен     | 6–2, 6–4      |
| Перемога  | 1996 | Вімблдонський турнір                   | Трава    | Даніеле Браччалі | Дамін Робертс Веслі Вайтгаус | 6–2, 6–4      |
| Поразка   | 1996 | Відкритий чемпіонат США з тенісу       | Тверде   | Даніеле Браччалі | Боб Браян Майк Браян         | 7–5, 3–6, 4–6 |

## Фінали ATP Челленджер і ITF Ф'ючерс

### Одиночний розряд: 2 (0–2)
| Легенда              |
| -------------------- |
| ATP Челленджер (0–0) |
| ITF Ф'ючерс (0–2)    |

| Фінали за покриттям |
| ------------------- |
| Тверде (0–2)        |
| Ґрунт (0–0)         |
| Трава (0–0)         |
| Килим (0–0)         |

| Результат | В-П | Дата     | Турнір              | Рівень  | Покриття | Суперник      | Рахунок  |
| --------- | --- | -------- | ------------------- | ------- | -------- | ------------- | -------- |
| Поразка   | 0–1 | Чер 1998 | Канада F1, Місісага | Ф'ючерс | Тверде   | Емін Агаєв    | 4–6, 2–6 |
| Поразка   | 0–2 | Тра 2001 | Греція F2, Каламата | Ф'ючерс | Тверде   | Марко Ткалець | 1–6, 4–6 |

### Парний розряд: 14 (8–6)
| Легенда              |
| -------------------- |
| ATP Челленджер (3–3) |
| ITF Ф'ючерс (5–3)    |

| Фінали за покриттям |
| ------------------- |
| Тверде (8–4)        |
| Ґрунт (0–2)         |
| Трава (0–0)         |
| Килим (0–0)         |

| Результат | В-П | Дата     | Турнір                     | Рівень     | Покриття | Партнер           | Суперники                      | Рахунок            |
| --------- | --- | -------- | -------------------------- | ---------- | -------- | ----------------- | ------------------------------ | ------------------ |
| Перемога  | 1–0 | Лип 1996 | Аптос, США                 | Челленджер | Тверде   | Себастьєн Лебланк | Невілл Годвін Джефф Грант      | 7–6, 6–7, 7–5      |
| Перемога  | 2–0 | Лип 1997 | Аптос, США                 | Челленджер | Тверде   | Себастьєн Лебланк | Девід Колдвелл Адам Пітерсон   | 7–6, 6–4           |
| Поразка   | 2–1 | Чер 1998 | США F4, Таллахассі         | Ф'ючерс    | Ґрунт    | Майкл Расселл     | Сесіл Маміїт Кайл Спенсер      | 6–3, 2–6, 1–6      |
| Поразка   | 2–2 | Чер 1998 | Канада F1, Місісага        | Ф'ючерс    | Тверде   | Майкл Расселл     | Алі Хамадех Тодд Мерінґофф     | 4–6, 7–6, 3–6      |
| Перемога  | 3–2 | Чер 1998 | Канада F2, Монреаль        | Ф'ючерс    | Тверде   | Саймон Ларос      | Ян-Ральф Брандт Майкл Расселл  | 6–3, 6–4           |
| Поразка   | 3–3 | Січ 1999 | Індія F2, Ахмадабад        | Ф'ючерс    | Тверде   | Саймон Ларос      | Ендрю Рюб Тодд Мерінґофф       | 6–7, 3–6           |
| Поразка   | 3–4 | Жов 1999 | Х'юстон, США               | Челленджер | Тверде   | Боббі Кокавец     | Девід Ді Лусія Майкл Селл      | 6–7, 0–6           |
| Перемога  | 4–4 | Лис 1999 | Маямі, США                 | Челленджер | Тверде   | Майлз Вейкфілд    | Боб Браян Майк Браян           | 7–5, 4–6, 6–2      |
| Перемога  | 5–4 | Лис 1999 | США F19, Гренелеф          | Ф'ючерс    | Тверде   | Боббі Кокавец     | Седрік Кауфманн Майлс Маклаган | 4–6, 7–5, 6–1      |
| Поразка   | 5–5 | Лют 2000 | Вроцлав, Польща            | Челленджер | Тверде   | Кайл Спенсер      | Петр Ковачка Павел Курднач     | 6–3, 6–7(6–8), 4–6 |
| Поразка   | 5–6 | Кві 2000 | Сан-Луїс-Потосі, Мексика   | Челленджер | Ґрунт    | Майкл Селл        | Хосе де Армас Джимі Шиманскі   | 7–5, 4–6, 2–6      |
| Перемога  | 6–6 | Січ 2001 | США F3, Галландейл         | Ф'ючерс    | Тверде   | Фредерік Ніємеєр  | Ноам Бер Джорджо Галімберті    | 7–6(7–4), 6–3      |
| Перемога  | 7–6 | Бер 2001 | Нова Зеландія F3, Тауранга | Ф'ючерс    | Тверде   | Веслі Вайтгаус    | Марк Дрейпер Джон Хуей         | 6–3, 6–3           |
| Перемога  | 8–6 | Тра 2001 | Греція F1, Халкіда         | Ф'ючерс    | Тверде   | Філіп Ґубенко     | Іван Церович Марко Ткалець     | 6–3, 7–5           |